# 354
| [ Edytuj tabelę ] |                           |
| Król Aksum        | - 320 Ezana 360           |
| Władca Guptów     | - 330 Samudragupta 375    |
| Władca Korei      | - 331 Kogugwŏn 371        |
| Papież            | - 352 Liberiusz 366       |
| Król Persji       | - 309 Szapur II 379       |
| Cesarz Rzymu      | - 337 Konstancjusz II 361 |

Rok 354 / CCCLIV
stulecia: III wiek ~
IV wiek ~
V wiek

lata: 344 «
349 «
350 «
351 «
352 «
353 «
354
» 355
» 356
» 357
» 358
» 359
» 364

## Wydarzenia
- Cezar wschodniorzymski Konstancjusz Gallus za popełnione nadużycia władzy został usunięty ze stanowiska i stracony przez cesarza Konstancjusza II.

## Urodzili się
- 13 listopada – Augustyn z Hippony, biskup i teolog Kościoła katolickiego (zm. 430).

## Zmarli
- Konstancjusz Gallus, brat przyrodni Juliana Apostaty, cezar (ur. 325).
- Konstantyna, córka Konstantyna Wielkiego.